# А-190
А190 „Универсал“ е универсална корабна артилерийска установка калибър 100 mm. Установката е създадена от конструкторите на нижегородското ОАО ЦНИИ „Буревестник“ (главен конструктор А. П. Рогов). Серийно се произвежда в два варианта, на външен вид отличаващи се от щитовото прикритие. А190Е – стандартна кула, А190-01 – купол изпълнена по технологията „стелт“.
Разработката на системата започва през началото на 1990-те г.

## Характеристики
- Калибър – 100 mm
- Маса на артустановката – 15 тона
- Скорострелност – 80 изстрела в минута
- Ъгли на възвишение на установката – от −15 до +85 градуса
- Досегаемост на цели по височина – 15 km
- Максимална далечина на стрелбата – 21 km

## Носители
С артилерийската установка А-190 са въоръжени следните кораби на руския и други флотове:
- Русия Фрегати проект 11356;
- Индия Фрегати тип „Талвар“;
- Русия Универсални патрулни кораби проект 23550;
- Русия Корвети проект 20380;
- Русия Малки артилерийски кораби проект 21630;
- Русия Малки ракетни кораби проект 21631;

## Оценка
Производството на АУ е предадено от КБ Арсенал в ЦНИИ Буревестник, цената е намалена с 300 – 400 млн. руб., в 1,5 – 2 пъти.
На 27 декември 2012 г. първата серийна модифицирана установка А-190-01, произведена съвместно от ОАО „ЦНИИ „Буревестник““ и ОАО „Мотовилихински заводи“, успешно преминава комплекса на приемо-предавателните изпитания и показва пълно съответствие с изискванията на Министерството на отбраната на РФ. А именно: изпълнена е максималната скорострелност от 80 изстр./мин., а също поразяване на цели на разстояние до 20 km в сектора -10°..+85° по вертикала и ±170 по хоризонта. Първият сериен образец е предаден за въоръжаване на малкия ракетен кораб от проекта 21631 „Град Свияжск“.